# Orisgrunden
Orisgrunden (finska: Orhisaari) är öar nära Majholmen i Nagu,  Finland. De ligger i Skärgårdshavet i Pargas stad i landskapet Egentliga Finland, i den sydvästra delen av landet. Öarna ligger omkring 2 kilometer nordväst om Majholmen, 10 kilometer nordost om Nagu kyrka, 25 kilometer sydväst om Åbo och omkring 160 kilometer väster om Helsingfors. Närmaste allmänna förbindelse är förbindelsebryggan vid Själö som trafikeras av M/S Falkö och M/S Östern.
Arean för den av öarna koordinaterna pekar på är 1 hektar och dess största längd är 190 meter i sydväst-nordöstlig riktning. Närmaste större samhälle är Pargas, 17,1 km öster om Orisgrunden.

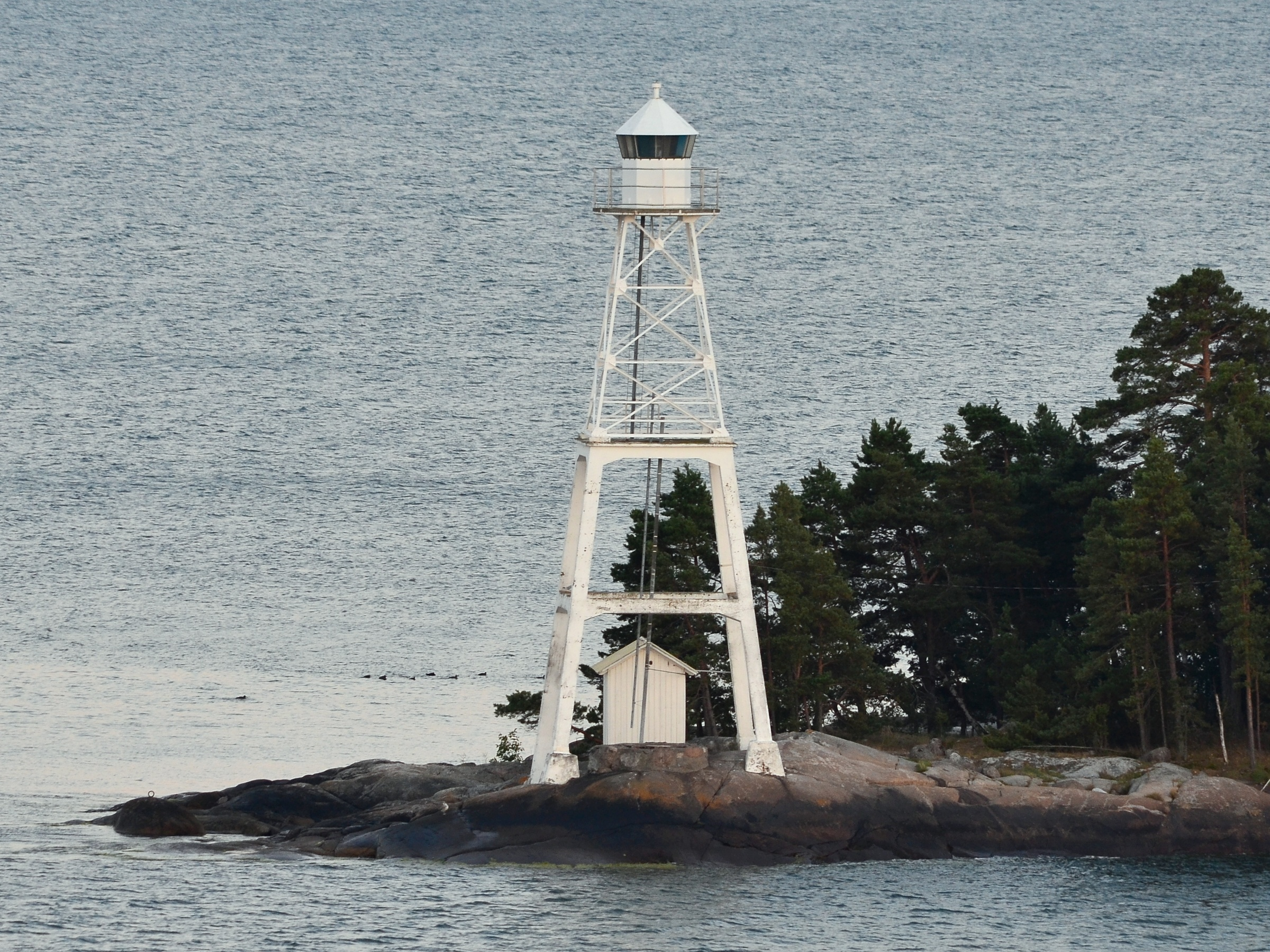
Fyren på Orisgrund.